# Гистамин
Гистами́н, также имидазоли́л-2-этилами́н — органическое соединение, биогенный амин, медиатор аллергических реакций немедленного типа, также является регулятором многих физиологических процессов.

## Свойства и синтез
Представляет собой бесцветные кристаллы, хорошо растворимые в воде и этаноле, нерастворим в эфире.
Для медицинского применения препарат получают путём бактериального расщепления гистидина или синтетическим путём.

## Биосинтез и метаболизм
Гистамин является биогенным соединением, образующимся в организме при декарбоксилировании аминокислоты гистидина, катализируемого гистидиндекарбоксилазой (КФ 4.1.1.22):
Гистамин накапливается в тучных клетках и базофилах в виде комплекса с гепарином, свободный гистамин быстро деактивируется окислением, катализируемым диаминоксидазой (гистаминазой, КФ 1.4.3.22):
Im-CH2CH2NH2 + O2 + H2O {\displaystyle \to } Im-CH2CHO + NH3 + H2O2
либо метилируется гистамин-N-метилтрансферазой (КФ 2.1.1.8). Конечные метаболиты гистамина — имидазолилуксусная кислота и N-метилгистамин выводятся с мочой.

## Физиологическая роль
Гистамин является одним из эндогенных факторов (медиаторов), участвующих в регуляции жизненно важных функций организма и играющих важную роль в патогенезе ряда болезненных состояний.
В обычных условиях гистамин находится в организме преимущественно в связанном, неактивном состоянии. При различных патологических процессах (анафилактический шок, ожоги, обморожения, сенная лихорадка, крапивница и аллергические заболевания), а также при поступлении в организм некоторых химических веществ, количество свободного гистамина увеличивается. «Высвободителями» («либераторами») гистамина являются d-тубокурарин, морфин, йодсодержащие рентгеноконтрастные препараты, никотиновая кислота, высокомолекулярные соединения (декстран и др.) и другие лекарственные средства.
Свободный гистамин обладает высокой активностью: он вызывает спазм гладких мышц (включая мышцы бронхов), расширение капилляров и понижение артериального давления; застой крови в капиллярах и увеличение проницаемости их стенок; вызывает отёк окружающих тканей и сгущение крови. В связи с рефлекторным возбуждением мозгового вещества надпочечников выделяется адреналин, суживаются артериолы и учащаются сердечные сокращения. Гистамин вызывает усиление секреции желудочного сока.
Некоторые количества гистамина содержатся в ЦНС, где, как предполагают, он играет роль нейромедиатора (или нейромодулятора). Не исключено, что седативное действие некоторых липофильных антагонистов гистамина (проникающих через гемато-энцефалический барьер противогистаминных препаратов, например, димедрола) связано с их блокирующим влиянием на центральные гистаминовые рецепторы.

### Рецепторы гистамина
В организме существуют специфические рецепторы, для которых гистамин является эндогенным лигандом-агонистом. В настоящее время различают четыре подгруппы гистаминовых (Н) рецепторов: Н1-, Н2-, Н3- и H4-рецепторы.
| Тип          | Локализация | Эффекты |
| H1 рецепторы | Гладкие мышцы, эндотелий, центральная нервная система (постсинаптические) | Вазодилатация, бронхоконстрикция, спазм гладкой мускулатуры бронхов, раздвижение клеток эндотелия (и, как следствие, транссудации жидкости в околососудистое пространство, отёк и крапивница), стимуляция секреции гормонов гипофизом, переключение из режима сна в режим бодрствования, подавление пищевого поведения, регуляция уровня бодрствования гистаминэргических нейронов, локомоция, терморегуляция, эмоции вообще (и в частности агрессия и тревожность), участие в процессах памяти и обучения (подавление припоминания и (ре-)консолидации), развитие тахикардии, снижение проводимости атриовентрикулярного узла. Увеличение высвобождения гистамина и других медиаторов воспаления; повышение экспрессии молекул клеточной адгезии на иммунных клетках и повышение хемотаксиса эозинофилов и нейтрофилов; повышение антигенпредставляющей способности клеток, костимулирующая активность в отношении В-клеток; блокирование гуморального иммунитета и продукции IgE; индукция клеточного иммунитета (Th1); индукция секреции IFNg |
| H2 рецепторы | Париетальные клетки, кардиомиоциты, гладкомышечные клетки, эпителиальные клетки, эндотелиальные клетки, клетки молочных желёз, миелоидные клетки и лимфоидные клетки, дендритные клетки , клетки ЦНС, | Стимуляция секреции желудочного сока (конкретнее — соляной кислоты в нём), повышение проницаемости сосудов, гипотония, тахикардия, регуляция ионного баланса, бронходилатация, продуцирование слизи в дыхательных путях; снижение хемотаксиса эозинофилов и нейтрофилов; индукция синтеза интерлейкина-10, подавление синтеза интерлейкина-12 дендритными клетками; развитие Th2-ответа и иммунной толерантности; индукция гуморального иммунитета; подавление клеточного иммунитета; подавление Th2-клеток; косвенная роль в аллергии, аутоиммунитете, злокачественных заболеваниях и отторжении трансплантата |
| H3 рецепторы | Центральная и периферическая нервная система (пресинаптические) | Подавление высвобождения нейромедиаторов (дофамина, ГАМК, ацетилхолина, серотонина, норадреналина, гистамина), подавление синтеза гистамина |
| H4 рецепторы | Костный мозг, зернистые лейкоциты, тучные клетки, внутренние органы (тонкий и толстый кишечник, лёгкие, печень, селезёнка, семенники, тимус, трахея, миндалины), ротовая полость.                     | схожие с H1; является одним из сигналов дифференциации миелобластов и промиелоцитов; повышение хемотаксиса эозинофилов, сигнал к дегрануляции эозинофилов |

Возбуждение периферических Н-рецепторов сопровождается спастическим сокращением бронхов, мускулатуры кишечника и другими явлениями.
Наиболее характерным для возбуждения Н2-рецепторов является усиление секреции желудочных желёз. Они участвуют также в регуляции тонуса гладких мышц матки, кишечника, сосудов. Вместе с Н1-рецепторами Н2-рецепторы играют роль в развитии аллергических и иммунных реакций. Существует широкий класс препаратов — блокаторов гистаминовых рецепторов Н1 — антигистаминные препараты.
Н2-рецепторы участвуют также в медиации возбуждения в ЦНС. В последнее время стали придавать большое значение стимуляции Н3-рецепторов в механизме центрального действия гистамина.

## Медицинское применение
Как лекарственное средство гистамин имеет ограниченное применение.
Выпускается в виде дигидрохлорида (Histamini dihydrochloridum). Белый кристаллический порошок. Гигроскопичен. Легко растворим в воде, трудно в спирте; pH водных растворов 4,0—5,0.
Синонимы: Eramin, Ergamine, Histalgine, Histamyl, Histapon, Imadyl, Imido, Istal, Peremin и др.
Пользуются гистамином иногда при полиартритах, суставном и мышечном ревматизме: внутрикожное введение дигидрохлорида гистамина (0,1—0,5 мл 1 % раствора), втирание мази, содержащей гистамин, и электрофорез гистамина вызывают сильную гиперемию и уменьшение болезненности; при болях, связанных с поражением нервов; при радикулитах, плекситах и т. п. препарат вводят внутрикожно (0,2—0,3 мл 0,1 % раствора).
При аллергических заболеваниях, мигрени, бронхиальной астме, крапивнице иногда проводят курс лечения малыми, возрастающими дозами гистамина. Предполагают, что организм при этом приобретает устойчивость к гистамину, и этим уменьшается предрасположенность к аллергическим реакциям (применение в качестве десенсибилизирующего средства при аллергических заболеваниях имеет также содержащий гистамин препарат гистаглобулин).
Начинают со внутрикожного введения очень малых доз гистамина (0,1 мл в концентрации 1/10, для чего содержимое ампулы, то есть 0,1 % раствор, разводят соответствующим количеством изотонического раствора натрия хлорида), затем дозу постепенно увеличивают.
Гистамином пользуются также для фармакологической диагностики феохромоцитомы и феохромобластомы; проводят комбинированную пробу с тропафеном.
В связи со стимулирующим влиянием гистамина на желудочную секрецию, его иногда применяют для диагностики функционального состояния желудка (в некоторых вариантах фракционного зондирования или внутрижелудочной pH-метрии). При этом необходимо соблюдать большую осторожность из-за возможных побочных явлений (гипотензивное действие, бронхиолоспазм и др.). В настоящее время для этой цели пользуются другими препаратами (пентагастрин, бетазол и др.).
При передозировке и повышенной чувствительности к гистамину могут развиться коллапс и шок.
При приёме внутрь гистамин трудно всасывается и эффекта не оказывает.
Гистамином широко пользуются фармакологи и физиологи для экспериментальных исследований.

### Форма выпуска
Формы выпуска гистамина дигидрохлорида: порошок; 0,1 % раствор в ампулах по 1 мл (Solutio Histamini dihydrochloridi 0,1 % pro injectionibus) в упаковке по 10 ампул.

### Хранение
Хранить в защищённом от света месте.

## Гистамин в продуктах питания
Повышенное накопление гистамина в некоторых продуктах питания при определенных условиях может служить причиной пищевых отравлений. Массовая доля гистамина относится к специфическим показателям безопасности для рыб семейств лососевых, сельдевых, тунцовых и скумбриевых. Предельно допустимая массовая доля гистамина, согласно СанПиН 2.3.2.1078 в РФ, составляет 100 мг/кг. В США и Канаде допускается до 50 мг/кг, в Австралии — до 100 мг/кг, в Швеции — до 100 мг/кг в свежей рыбе и не более 200 мг/кг в соленой рыбе.